# Dầu tỏi

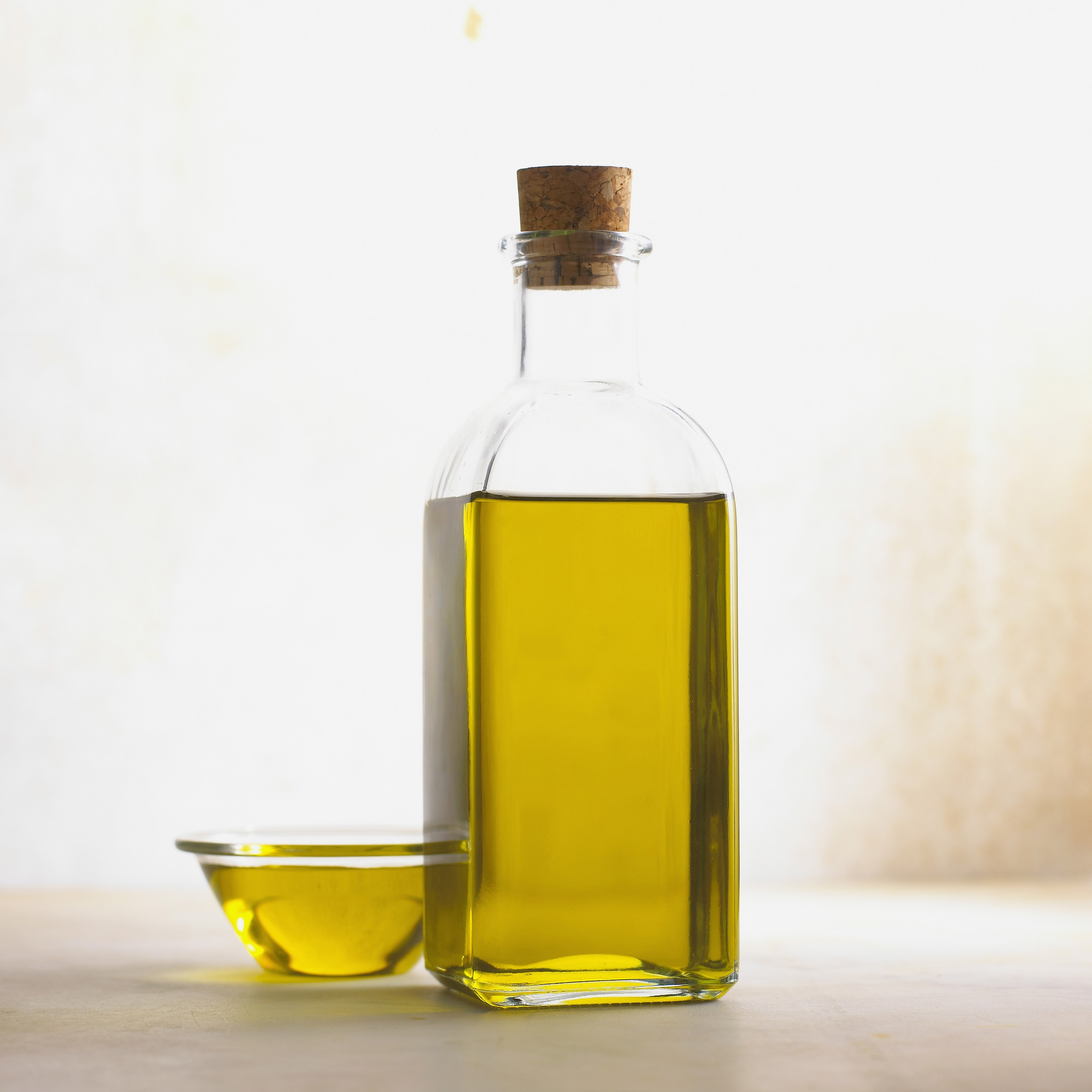
Một lọ dầu, có màu giống dầu tỏi.

Dầu tỏi là một loại dầu dễ bay hơi (tinh dầu) có nguồn gốc từ tỏi. Thường được tạo ra bằng phương pháp chưng cất hơi nước, và cũng có thể sản xuất được thông qua chưng cất bằng ether. Thường được sử dụng trong nấu ăn, là một loại gia vị, dinh dưỡng bổ sung và cũng là một loại thuốc trừ sâu.

## Chuẩn bị
Dầu tỏi thường được sản xuất bằng phương pháp chưng cất hơi nước, nhờ đó tỏi nghiền được hấp với sự ngưng tụ và cho ra dầu. Dầu tỏi các hợp chất lưu huỳnh dễ bay hơi như diallyl disulfide, là "thành phần phong phú nhất" của tinh dầu tỏi. Dầu tỏi chưng cất thường có mùi hăng và màu vàng nâu. Mùi của nó là do có sự hiện diện của diallyl disulfide. Để sản xuất khoảng 1 g dầu tỏi chưng cất nguyên chất, cần khoảng 500 g tỏi. Dầu tỏi chưng cất có sức mạnh gấp khoảng 900 lần tỏi tươi và khoảng 200 lần sức mạnh của tỏi khô.
Ether cũng có thể được sử dụng để chiết xuất dầu tỏi. Một loại dầu tỏi được sản xuất bằng cách ngâm tỏi thái hạt lựu hoặc tỏi nghiền trong dầu thực vật, nhưng đây không phải là dầu tỏi nguyên chất; thay vào đó là dầu tỏi pha.

## Công dụng
Dầu tỏi được sử dụng như một chất bổ sung dinh dưỡng, đôi khi được xuất hiện dưới dạng viên nén, nó có thể bị pha loãng với một số nguyên liệu khác. Một số chế phẩm thương mại được sản xuất với các mức độ pha loãng khác nhau, chẳng hạn như một chế phẩm có chứa 10% dầu tỏi. Văn hóa dân gian cho rằng rằng dầu tỏi có đặc tính kháng nấm và kháng sinh, nhưng không có nghiên các cứu lâm sàng để chứng minh rằng những tác dụng như vậy tồn tại. Nó cũng được bán trong các cửa hàng thực phẩm sức khỏe như một loại thuốc hỗ trợ tiêu hóa.
Dầu tỏi cũng có thể được sử dụng như một loại thuốc trừ sâu, khi đó nó được pha loãng với nước và phun lên cây.
Hỗn hợp hương vị tỏi ổn định là một hỗn hợp đơn nhất của bột tỏi khử nước thấm với dầu tỏi, làm tăng hương vị của bột tỏi.

## Dầu có vị tỏi

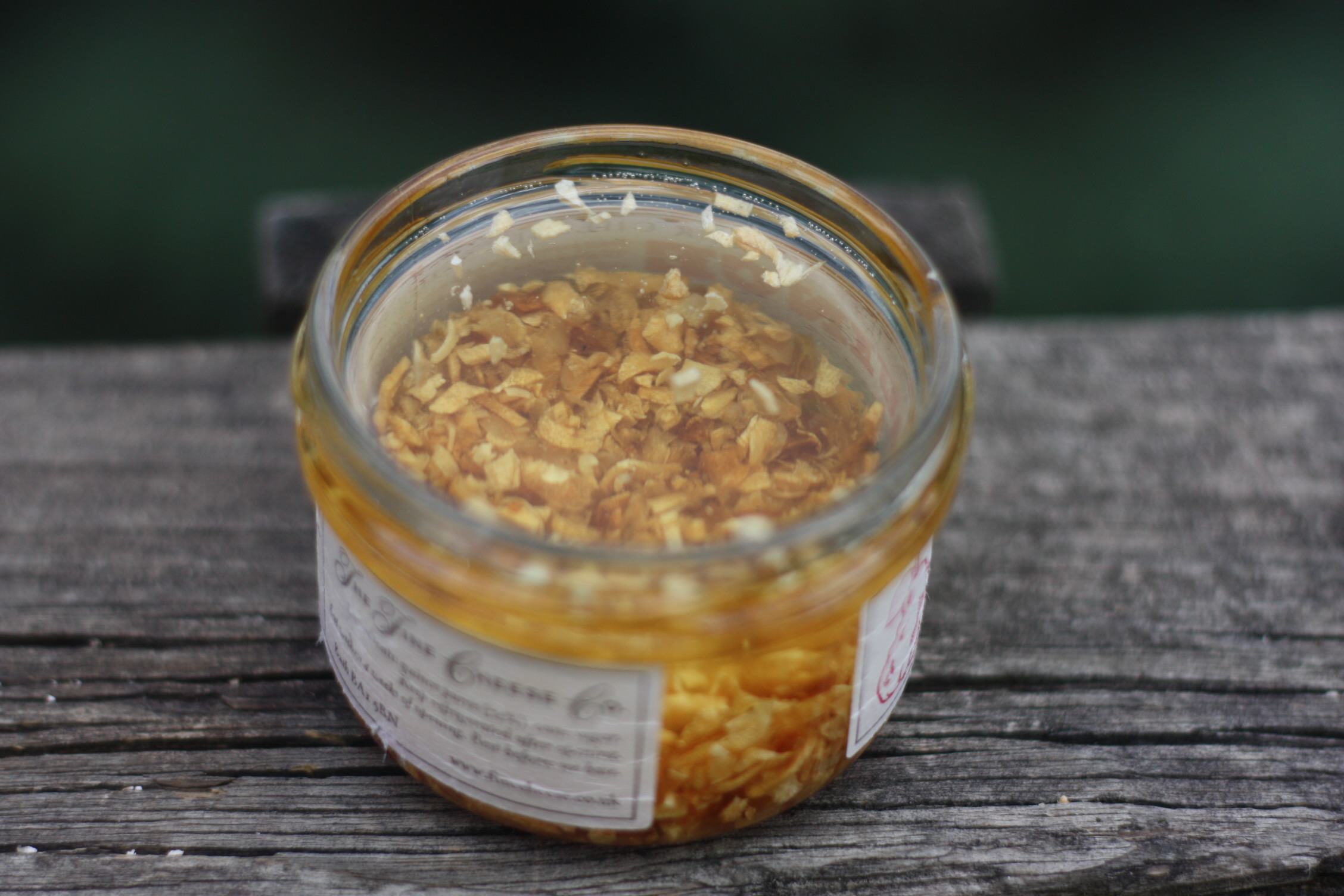
Dầu có hương vị tỏi: dầu thực vật với tỏi được sử dụng như gia vị. Cái lọ này này không phải là dầu tỏi tinh khiết.

Dầu vị tỏi được sản xuất và sử dụng làm gia vị và dùng trong nấu ăn, đôi khi được sử dụng như một thành phần trong hỗn hợp gia vị. Điều này khác với dầu tỏi tinh khiết, và thường liên quan đến việc sử dụng tỏi xắt nhỏ, nghiền hoặc nghiền nát được đặt trong các loại dầu thực vật khác nhau để tăng hương vị cho dầu.